# 푸스토시카

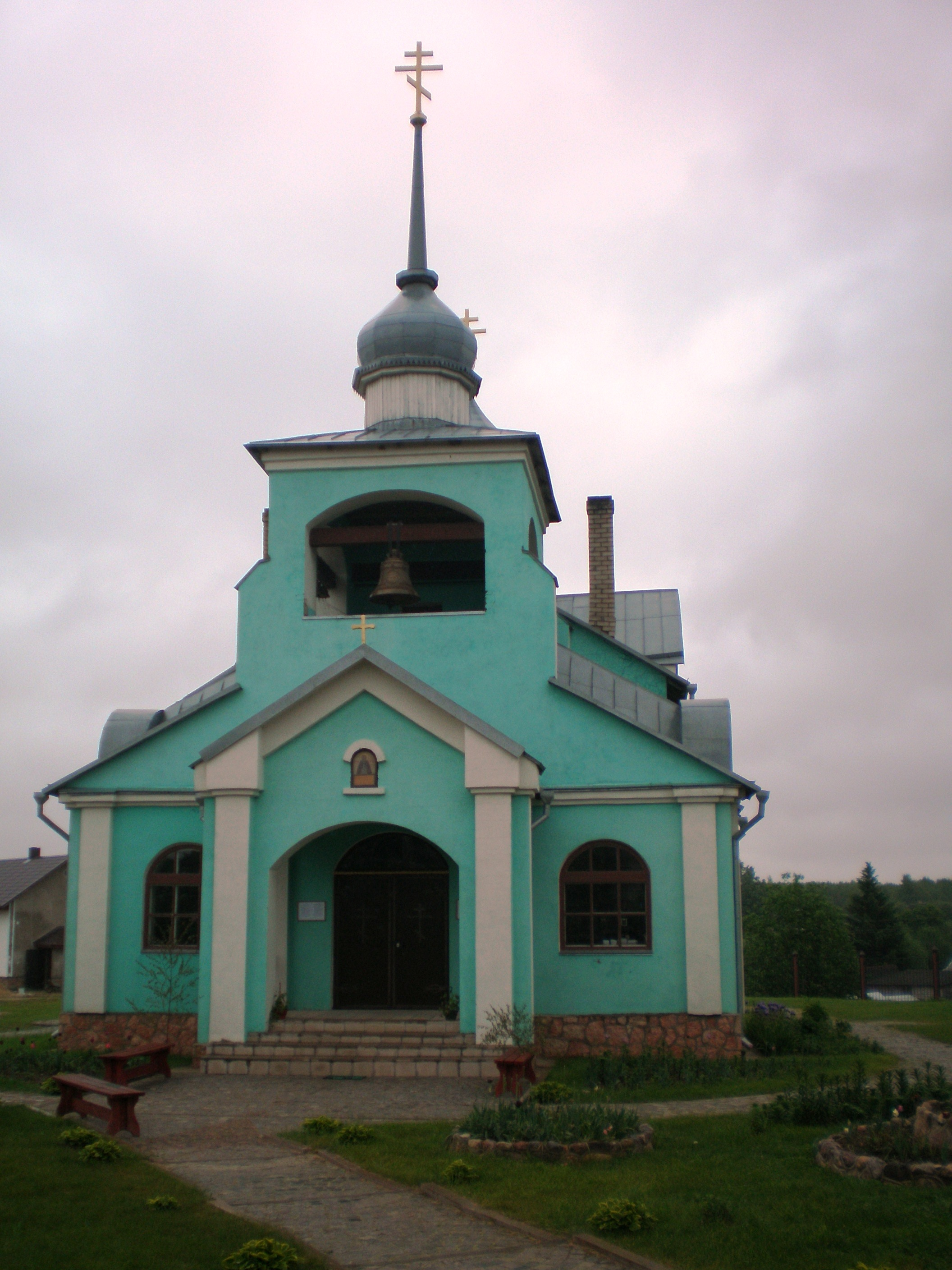

푸스토시카(러시아어: Пустошка)는 러시아 프스코프주 남부에 위치한 도시로, 인구는 5,509명(2002년 기준)이다. 프스코프(프스코프 주의 주도)에서 남동쪽으로 191km 정도 떨어진 곳에 위치한다.
1901년 모스크바와 리가를 연결하는 철도가 개통되면서 신설되었고 1925년 시로 승격되었다.